# Norwegian Joy
El Norwegian Joy es un crucero de clase Breakaway Plus operado por Norwegian Cruise Line (NCL) y es el segundo de los cuatro barcos de clase Breakaway Plus en la flota de la compañía. Fue construido por Meyer Werft en Papenburg, Alemania, fue entregado en abril de 2017.

## Historia de la construcción

### Planificación
El 17 de octubre de 2012, NCL anunció que estaba ordenando su primer barco de clase Breakaway Plus a Meyer Werft, con una opción para un segundo barco programado para entrega en la primavera de 2017. Los barcos de clase Breakaway Plus se diseñarían más grandes que los de la flota. Naves de la clase Breakaway, con un aumento de 17.000  GT a 163.000 GT, lo que deja espacio para una mayor capacidad de invitados y más funciones El 16 de julio de 2013, NCL anunció que estaba confirmando el pedido del segundo barco, supuestamente a un costo estimado de aproximadamente 700 millones de euros. Junto con el primer Breakaway El pedido de un barco de clase Plus ordenado nueve meses antes, el pedido de dos barcos ascendería a un costo total de aproximadamente 1.400 millones de euros.
El 8 de octubre de 2013, NCL anunció el nombre de su segundo barco de clase Breakaway Plus como Norwegian Bliss, que fue elegido de un concurso en línea que celebró para los fanáticos en septiembre para nombrar sus dos nuevos barcos en orden. Pero el 12 de octubre de 2015, NCL anunció que el barco se desplegaría en China y ya no se llamaría Norwegian Bliss, con un anuncio separado el 29 de febrero de 2016 anunciando que se llamaría Norwegian Joy y un nombre chino combinado, 诺唯真喜悦号 (Nuò wéi zhēn xǐ yuè hào).

### Construcción
El barco comenzó a construirse con el corte de acero en el astillero Meyer Werft el 16 de septiembre de 2015. Sus ceremonias de colocación de quillas y monedas se llevaron a cabo el 5 de abril de 2016, en las que se colocó una moneda ceremonial debajo del primero de los 80 bloques totales. estar recostado. La primera sección de 120 metros (390 pies) se lanzó posteriormente el 4 de junio de 2016.
Durante su construcción, estallaron dos incendios separados. El primero ocurrió el 28 de septiembre de 2016 y más tarde se atribuyó a trabajos de soldadura, con un coste para el astillero de aproximadamente 50.000 euros. El segundo ocurrió el 8 de octubre de 2016, dañando varias cabañas después de que estalló en un balcón, y luego también se atribuyó a trabajos de soldadura. Cuatro semanas después del segundo incendio, el 3 de noviembre de 2016, Meyer Werft anunció que la construcción ya no estaba retrasada debido a los incendios.
El 4 de marzo de 2017, el Norwegian Joy salió flotando del astillero. Comenzó su transporte de 14 horas a lo largo del Ems desde Papenburg a Eemshaven el 26 de marzo de 2017 y realizó sus pruebas en el mar en el Mar del Norte durante el resto del mes.

### Entrega y bautizo
El 21 de noviembre de 2016, Norwegian anunció que Norwegian Joy sería bautizado por un padrino, el cantante chino Wang Leehom.
El 27 de abril de 2017, Meyer Werft entregó el Norwegian Joy en Bremerhaven.
El 27 de junio de 2017, Wang bautizó el buque en Shanghái.

## Carrera operativa

### Despliegue en Asia
El 30 de marzo de 2016, tras la noticia de que el barco debutaría en China, Norwegian anunció que el Norwegian Joy tendría su puerto base en Shanghái y Tianjin una vez que llegara a China.
Tras su entrega en abril de 2017, partió hacia Shanghái desde Bremerhaven, haciendo escalas inaugurales en Singapur, Qingdao, Shenzhen y Hong Kong para los eventos inaugurales de un día, antes de llegar a Shanghái el 10 de junio de 2017 para navegar en cruceros exclusivos antes de su bautizo. Comenzó su temporada inaugural de viajes desde Shanghái el 28 de junio de 2017, con salidas desde Tianjin entre el 26 de agosto y el 15 de septiembre.
Durante su tiempo en el puerto de origen en China, Norwegian Joy realizó principalmente viajes de cuatro a cinco días desde Shanghái a varios puertos en Japón, y se mudó a Tianjin por un breve período en el verano, realizando la misma duración de viajes que también visitaron varios puertos. en Japón.

### Despliegue en Norteamérica
El 19 de julio de 2018, Norwegian anunció que el Norwegian Joy sería trasladado de China a Estados Unidos para comenzar a navegar a Alaska desde Seattle en 2019 y reemplazar al Norwegian Pearl, uniéndose al barco hermano Norwegian Bliss. Antes de mudarse a Seattle, Norwegian Joy se sometió a una remodelación de $50 millones para rediseñar sus espacios públicos con características más populares para una audiencia occidental y hacerla más similar al Norwegian Bliss. El trabajo de transformación del barco comenzó el 11 de marzo de 2019 cuando el barco zarpó de China a Singapur para un dique seco de 21 días, continuó a través del cruce transpacífico, y terminó a fines de abril de 2019 después de un último dique húmedo de cinco días al llegar a Seattle. Realizó dos viajes preliminares entre el 26 de abril y el 30 de abril antes de debutar en su primer viaje en Alaska desde Seattle el 4 de mayo.
Después de su primera temporada en Alaska, el Norwegian Joy navegó en cruceros por la Riviera Mexicana desde Los Ángeles y los tránsitos del Canal de Panamá entre Los Ángeles y Miami. En el verano de 2020, estaba programada para regresar a Seattle para operar cruceros por Alaska, aunque la Pandemia de COVID-19 forzó la cancelación de la temporada. En el otoño de 2020, está programada para realizar viajes de cinco a siete días desde Miami al Caribe antes de debutar en la ciudad de Nueva York en abril de 2021 para navegar a las Bermudas y los Marítimos.

summer season 2025

## Diseño y especificaciones
El 12 de octubre de 2015, NCL anunció que el barco se desplegaría en China, con nuevos alojamientos, opciones gastronómicas y características a bordo diseñadas específicamente para atender al mercado chino. En marzo de 2016, NCL dio a conocer detalles sobre los cambios en el diseño y las características del Norwegian Joy que la distinguirían del Norwegian Escape. De ellos, incluyen una menor capacidad de invitados de 250 pasajeros menos y menos camarotes en general, más cabinas conectadas y suites orientadas a la familia, un casino ampliado, un espacio de boutiques ampliado, más restaurantes que suman un total de 29 y una pista de carreras de karts eléctricos de dos niveles. El 27 de julio de 2016, Norwegian anunció que había encargado al artista chino Tan Ping que diseñara el arte del casco del barco, que está inspirado en el fénix.
El Norwegian Joy tiene cinco motores principales con una potencia de salida total de 102,900 hp. El buque cuenta con dos MAN B&W 14V48 / 60CR, cada uno con una potencia de 22.520 CV y tres MAN B&W 12V48 / 60CR, cada uno con una potencia de 19.300 CV. El sistema de propulsión son dos unidades ABB Azipod XO con una potencia total de 40 MW, lo que permite una velocidad de servicio de 22,5 kts, mientras que la velocidad máxima durante las pruebas supera los 25,0 kts. El barco también tiene instalado un sistema de lubricación por aire, el Sistema Silverstream, que crea una alfombra de pequeñas burbujas de aire a lo largo del casco para reducir la resistencia.